# Bradley (Arkansas)
Pour les articles homonymes, voir Bradley.
Bradley est une ville située dans l’État américain de l'Arkansas, dans le comté de Lafayette.